# رابح بوصافی
رابح بوصافی (انگلیسی: Rabh Boussafi؛ زادهٔ ۱۸ مهٔ ۲۰۰۰) بازیکن فوتبال اهل قطر است.
از باشگاه‌هایی که در آن بازی کرده‌است می‌توان به باشگاه ورزشی الدحیل اشاره کرد.